# Eulimacrostoma microsculpturata
Eulimacrostoma microsculpturata — вид черевоногих молюсків родини Eulimidae. Описаний у 2019 році.

## Поширення
Поширений у Західній Атлантиці. Виявлений біля узбережжя Пуерто-Рико неподалік Сан-Хуана та біля Флориди на глибині 220—290 м.

## Опис
Раковина конічна з тупою верхівкою, досягає приблизно 7,3 мм завдовжки та 2,0 мм завширшки. Протоконх склоподібний, раковина закручена у 2,5 оберти. Забарвлення раковини жовтого або світлокоричневого кольору. Паразитує на морській зірці Luidia ludwigi.